# Крали-Марко
Крали-Марко (болг. Крали Марко) — село в Болгарии. Находится в Пазарджикской области, входит в общину Пазарджик. Население составляет 225 человек.

## Политическая ситуация
В местном кметстве Крали-Марко, в состав которого входит Крали-Марко, должность кмета (старосты) исполняет Лазар Николов Лазаров (Болгарская социалистическая партия (БСП)) по результатам выборов правления кметства 2007 года.
Кмет (мэр) общины Пазарджик — Тодор Димитров Попов (независимый) по результатам выборов 2007 года в правление общины.